# آندژی کوژینسکی
آندژی کوژینسکی (لهستانی: Andrzej Korzyński؛ ‏ ۲ مارس ۱۹۴۰ – ۱ ژانویهٔ ۲۰۲۲) آهنگساز، نوازنده پیانو و ترانه‌سرا اهل لهستان بود. وی فارغ‌التحصیل دانشگاه موسیقی شوپن در سال ۱۹۶۴ است.
از فیلم‌ها یا سریال‌های تلویزیونی که وی در آن‌ها نقش داشته‌است، می‌توان به سرگذشت استاد تواردوفسکی، در بادیه و بیابان، حلقه و رز، سفرهای آقای کِـلِـکْسْ، نامت را به‌خاطر بسپار، صفر-هفت، به‌گوشم، شامانکا، قسمت سوم شب، همه‌چیز برای فروش، مرد آهنین، شکار مگس‌ها، دوشیزه بی‌اهمیت، شب‌های من زیباتر از روزهای توست، وفاداری، تسخیر، شیطان، مرد مرمرین، بر گوی نقره‌ای و چوب غوشه اشاره نمود.